# Intraperitoneal
Der Begriff intraperitoneal (lat. intra ‚innen‘ und peritoneum ‚Bauchfell‘) dient der anatomischen Lageangabe und bezeichnet die vom Bauchfell (Peritoneum) überzogenen Strukturen im Peritonealraum.

## Organe
Zu den intraperitoneal gelegenen Organen zählen jene, die durch Mesenterien (an der Leibeswand) befestigt werden. Dies sind unter anderem: Magen, Dünndarm (ausgenommen das Duodenum, welches beim Menschen bis auf die Pars superior sekundär retroperitoneal liegt), Teile des Dickdarms, Milz, Leber und  Gallenblase. Intraperitoneal liegen nach dieser Definition auch Gebärmutter und Ovarien, da erstere in die Bauchhöhle hoch-, die letzteren in diese vorgewachsen sind. Primär außerhalb der Bauchhöhle angelegt, liegen sie somit sekundär intraperitoneal. Im Gegensatz dazu ist die Bauchspeicheldrüse ein primär intraperitoneal gelegenes Organ, das in der weiteren  embryonalen Entwicklung sekundär retroperitoneal zu liegen kommt.

## Intraperitoneale Applikation
Unter intraperitonealer Applikation (Abkürzung i.p.) versteht man die Gabe eines Medikaments in die Bauchhöhle.
Sie gehört zu den parenteralen Verabreichungsformen. Intraperitoneale Injektionen oder Infusionen macht man in der Regel nur bei Tieren, bei denen durch einen niedrigen Blutdruck kein Blutgefäß mehr angestochen werden kann, und vor allem zur Gabe von Blutersatzflüssigkeiten. Hierbei nutzt man die hohe Resorptionskraft der Tunica serosa. Nicht anwendbar ist diese Form bei einer Bauchwassersucht (Aszites).